# Draft de la WNBA
El draft de la WNBA es el proceso por el cual, las franquicias de dicha liga incorporan a sus equipos jugadoras de cualquier nacionalidad que cumplan uno de los siguientes requisitos
- Tener al menos 22 años durante el año de la temporada de aplicación.
- Haber completado su elegibilidad en el baloncesto intercolegial.
- Haberse graduado de una universidad o de un colegio de 4 años.
- Haber jugado al menos dos temporadas en otra liga profesional de baloncesto.

## Estructura
El primer draft de la WNBA en 1997 se dividió en tres partes. La primera parte fue la asignación de 16 jugadoras, dos para cada uno de los ocho equipos con los que inició la liga y sin seguir un orden en particular, aquí fueron asignadas jugadoras como Lisa Leslie en Los Angeles Sparks y Cynthia Cooper en Houston Comets, la segunda parte fue el draft élite de la WNBA, donde en dos rondas se eligieron jugadoras profesionales que habían competido en otras ligas dentro o fuera del país y finalmente el draft regular donde se escogieron en cuatro rondas jugadoras provenientes de colegios o universidades.
La siguiente temporada en 1998, se incorporaban a la liga dos nuevos equipos Washington Mystics y Detroit Shock , se les asignaron 2 jugadoras a cada uno y se realizó un draft de expansión, donde jugadoras que anteriormente estaban en uno de los 8 primeros equipos debían pasar a formar parte de los nuevos equipos, luego se continuó con las 4 rondas del draft regular.
En 1999 de igual manera, aparte de las cuatro rondas del draft regular hubo asignación y draft de expansión, ya que dos nuevos equipos se incorporaban a la liga Orlando Miracle y Minnesota Lynx.
En 2000 fueron cuatro los equipos nuevos, aparte del draft regular se realizaría el de expansión y ya no hubo asignación, los cuatro nuevos equipos serían: Indiana Fever, Seattle Storm, Miami Sol y Portland Fire.
Las siguientes temporadas 2001 y 2002 se continuaría solamente con las cuatro rondas del draft regular.
En el 2003 el draft regular se reduce a tres rondas y tuvo que hacerse un draft de dispersión ya que los equipos Miami Sol y Portland Fire desaparecerían, por lo que algunas jugadoras de estos equipos serían elegidas por los equipos que aun permanecían en la liga.
De 2004 a 2010 aparte del 'draft regular de tres rondas se han hecho los siguientes draft:
En 2004, draft de dispersión al desaparecer Cleveland Rockers.
En 2006, draft de expansión por la incorporación de Chicago Sky.
En 2007, draft de dispersión al desaparecer Charlotte Sting.
En 2008, draft de expansión por la incorporación de Atlanta Dream.
En 2009, draft de dispersión al desaparecer el histórico equipo Houston Comets.
En 2010, draft de dispersión, esta vez el equipo a desaparecer es Sacramento Monarchs.
Del 2011 en adelante se han estado realizando solamente draft regulares.

## Jugadoras elegidas en primer lugar deldraft
| Draft      | Equipo WNBA        | Jugadora               | Nacionalidad   | Universidad/High School/Club    |
| ---------- | ------------------ | ---------------------- | -------------- | ------------------------------- |
| 1997 Élite | Utah Starzz        | Dena Head              | Estados Unidos | Tennessee                       |
| 1997       | Houston Comets     | Tina Thompson 5        | Estados Unidos | USC                             |
| 1998       | Utah Starzz        | Margo Dydek            | Polonia        | Wychowania Fizycznego (Polonia) |
| 1999       | Washington Mystics | Chamique Holdsclaw 1,2 | Estados Unidos | Tennessee                       |
| 2000       | Cleveland Rockers  | Ann Wauters            | Bélgica        | Valenciennes (Francia)          |
| 2001       | Seattle Storm      | Lauren Jackson 3       | Australia      | Canberra Capitals (Australia)   |
| 2002       | Seattle Storm      | Sue Bird 2             | Estados Unidos | Connecticut                     |
| 2003       | Cleveland Rockers  | LaToya Thomas          | Estados Unidos | Mississippi State               |
| 2004       | Phoenix Mercury    | Diana Taurasi 1        | Estados Unidos | Connecticut                     |
| 2005       | Charlotte Sting    | Janel McCarville       | Estados Unidos | Minnesota                       |
| 2006       | Minnesota Lynx     | Seimone Augustus 1,3   | Estados Unidos | LSU                             |
| 2007       | Phoenix Mercury    | Lindsey Harding        | Estados Unidos | Duke                            |
| 2008       | Los Angeles Sparks | Candace Parker 1,4     | Estados Unidos | Tennessee                       |
| 2009       | Atlanta Dream      | Angel McCoughtry 1     | Estados Unidos | Louisville                      |
| 2010       | Connecticut Sun    | Tina Charles 1         | Estados Unidos | Connecticut                     |
| 2011       | Minnesota Lynx     | Maya Moore 1,2,5       | Estados Unidos | Connecticut                     |
| 2012       | Los Angeles Sparks | Nneka Ogwumike1        | Estados Unidos | Stanford                        |
| 2013       | Phoenix Mercury    | Brittney Griner        | Estados Unidos | Baylor                          |
| 2014       | Connecticut Sun    | Chiney Ogwumike1       | Estados Unidos | Stanford                        |
| 2015       | Seattle Storm      | Jewell Loyd            | Estados Unidos | Notre Dame                      |
| 2016       | Seattle Storm      | Breanna Stewart1       | Estados Unidos | Connecticut                     |
| 2017       | San Antonio Stars  | Kelsey Plum            | Estados Unidos | Washington                      |
| 2018       | Las Vegas Aces     | A'ja Wilson1,3         | Estados Unidos | South Carolina                  |
| 2019       | Las Vegas Aces     | Jackie Young           | Estados Unidos | Notre Dame                      |
| 2020       | New York Liberty   | Sabrina Ionescu        | Estados Unidos | Oregon                          |
| 2021       | New York Liberty   | Charli Collier         | Estados Unidos | Texas                           |
| 2022       | Atlanta Dream      | Rhyne Howard           | Estados Unidos | Kentucky                        |
| 2023       | Indiana Fever      | Aliyah Boston1,2       | Estados Unidos | South Carolina                  |
| 2024       | Indiana Fever      | Caitlin Clark1         | Estados Unidos | Iowa                            |
| 2025       | Dallas Wings       | Paige Bueckers         | Estados Unidos | Connecticut                     |

Notas:
- 1: ganó el premio Rookie del Año de la WNBA.
- 2: formó parte del All-Star Game de la WNBA en su primera temporada.
- 3: fue reserva en el All-Star Game de la WNBA en su primera temporada.
- 4: ganó el MVP de la Temporada de la WNBA en su primera temporada.
- 5: ganó su primer título de la WNBA en su primera temporada.